# Cardener
De Cardener is een rivier in Catalonië uit de Prepyreneeën. De rivier ontspringt in de gemeente la Coma i la Pedra aan de voet van de bergpas Port del Comte en mondt uit in de Llobregat in Castellgalí.

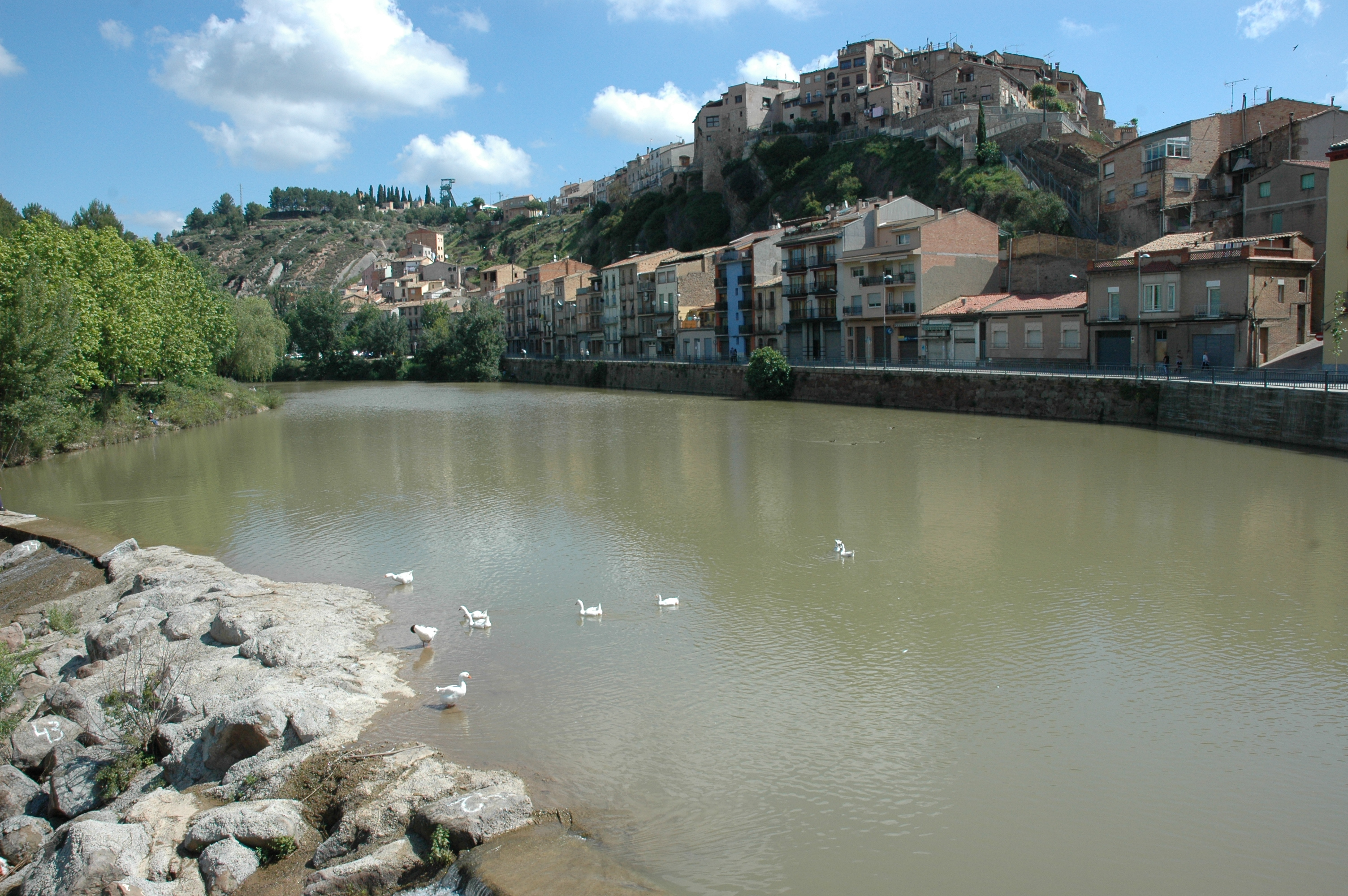
De Cardener bij Súria

Het debiet van de rivier is sterk seizoengebonden, het laagste peil bereikt ze in augustus, ofschoon ze zelden helemaal droog valt. Het water heeft een relatief hoog zoutgehalte. Dit heeft gedeeltelijk een natuurlijke oorzaak wegens de zout- magnesium- en kaliumhoudende gesteenten van het rivierbekken. De verzilting werd vooral door de intensieve industriële zoutwinning sedert het begin van de jaren 1960 versneld. Mijnafval werd onbeschermd op grote terrils in de openlucht gestapeld, zodat het regenwater de zoutresten ongehinderd kon uitspoelen.
Er werden twee stuwdammen gebouwd: Llosa del Cavall (tussen de gemeenten Guixers en Navès) en de stuwdam van Sant Ponç (op de grens tussen de gemeenten Olius en Clariana de Cardener). De laatste dateert uit 1921 en is behalve drinkwaterreservoir ook een belangrijke plek voor watersport.
De Cardener stroomt door de gemeenten La Coma i la Pedra, Guixers, Navès, Lladurs, Olius, Clariana de Cardener, Riner, Cardona, Navàs, Pinós, Sant Mateu de Bages, Súria, Callús, Sant Joan de Vilatorrada, Manresa en Castellgalí. De gemeenten van het dal van de Cardener hebben zich verenigd om de vele cultuur- en natuurmonumenten te promoten en te beschermen in een optiek van duurzame ontwikkeling.
In de 19de eeuw speelde de rivier een grote rol voor het aandrijven van de tekstielindustrie, die ook voor de nodige vervuiling zorgde maar de meeste van die bedrijven zijn nu gesloten. Op 12 oktober 1907 steeg de rivier na hevige regenval 10 meter boven zijn normale peil en richtte vooral in Manresa grote schade aan. Op 10 juni 2000 vonden minder dramatische overstromingen plaats. Sedert 2001 heeft het provinciebestuur van Barcelona samen met het Massachusetts Institute of Technology een plan ontworpen om de rivier en zijn oevers te renatureren, de waterkwaliteit en de biodiversiteit te verhogen en de invasieve soorten te bestrijden.